# ماراثون لندن 2018
ماراثون لندن 2018 هو موسم من ماراثون لندن. أقيم بتاريخ 22 أبريل 2018، وفاز فيه إليود كيبشوج، وفيفيان شيريوت.